# Кустарников, Владимир Петрович
Влади́мир Петро́вич Куста́рников (род. 23 декабря 1964, Чапурники, Волгоградская область) — советский и российский актёр театра, заслуженный артист Российской Федерации (2003).

## Биография
Детство провёл в городе Железноводск.
В начальной школе по настоянию родителей стал посещать драмкружок.
В 1986 году окончил Саратовское театральное училище им. И. А. Слонова (курс Валентины Александровны Ермаковой). Среди его однокурсников были Евгений Миронов и Галина Тюнина.

Во время учёбы исполнил на сцене Саратовского ТЮЗа свою первую крупную роль — роль Петра Копейкина в постановке Юрия Ошерова «Когда я стану великаном» по сценарию Александра Кузнецова и Инны Туманян, по которому в 1979 году был снят одноимённый фильм. Так об этом вспоминает Евгений Миронов:
Володя мой однокурсник, дружеством с которым я без преувеличения горжусь. Мы, к сожалению, не смогли встретиться в этот раз. За два часа до нашего приезда в Ульяновск Володя с театром вылетел на гастроли во Владикавказ. Мы вместе учились в Саратове и даже когда-то вместе репетировали одну и ту же роль. Была здоровая конкуренция. Хотя я всего оказался во вспомогательном составе дублером Кустарникова. Ведь Володя был вне конкуренции. Когда мы учились, Володя уже был театральной звездой Саратова, великолепно сыграв в спектакле «Когда я стану великаном». Примерно в то же время на экраны вышел одноименный фильм, в котором главную сыграл еще один мой хороший друг Миша Ефремов. Так вот Володя на фоне всего нашего курса зажигал. — Евгений Миронов, Интернет-портал Ulnovosti.ru, сентябрь 2014
После окончания училища — актёр Владимирского драматического театра под руководством режиссёра Юрия Копылова. В 1987 году Копылов становится художественным руководителем Ульяновского драматического театра, куда приглашает Владимира Кустарникова и тот принимает предложение мастера. Здесь он дебютировал в роли Виктора в скандальной пьесе «Дорогая Елена Сергеевна».
Первым крупным успехом Кустарникова на ульяновской сцене стала роль короля Ричарда в спектакле «Ричард II» (реж. Ю. Копылов) по Шекспиру.
В творческой биографии Владимира Кустарникова множество ролей мирового репертуара. Одними из самых знаковых его работ являются: Алан Стрэнг («Эквус» П. Шеффера), Малыш («Игры с привидением» по С. Мрожеку, реж. Вадим Климовский), Ромео («Ромео и Джульетта» У. Шекспира), Шлюк («Шлюк и Яу» Г. Гауптмана),
После гастролей в Москве, где он играл царя Федора в «Монархах», Шлюка в «Шлюке и Яу» Гауптмана, о нем говорили, что он чуть ли не второй Михаил Чехов. Его обильный, живой темперамент на какое-то время увел его от театра… Но чем был гениален Кустарников — это своей природой, даже у Шеймана и Александрова такой не было. Не скажу, что он был живее их, но он каждую секунду жил сценической жизнью, жил с постоянно бьющимся сердцем. — Юрий Копылов, Страстной бульвар Выпуск № 8-138/2011
царь Фёдор Иоаннович в трилогии «Монархи» по пьесам А. К. Толстого.
Владимиру Кустарникову с его нервной, острой, рефлексирующей природой образ царя Федора оказался близок. Актер легко мог переходить в состояние нервного приступа через абсолютную растерянность, беззащитность состояния, пытаясь примирить две враждующие стороны. Кустарников сумел сыграть настолько искренне, эмоционально, сильно, что казалось, у актера нет границы, удерживающей его на грани реальности действительного безумия. Такова была сила проникновения в психологию образа
 — Юрий Копылов. Из книги «Жизнь одного театра (записки режиссёра)»
В 1997 году исполняет роль Гамлета в постановке Юрия Копылова. Среди последующих ярких работ: принц Джон («Лев зимой» Дж. Голдмена), Карл («Дьявол и Господь Бог» Ж. П. Сартра), Труффальдино («Слуга двух господ» К. Гольдони), Глумов («На всякого мудреца довольно простоты» А. Н. Островского), Шпигельский («Месяц в деревне» И. С. Тургенева), Миллер («Коварство и любовь» Ф. Шиллера), Джонни Патинмайк («Калека с острова Инишмаан» М. Макдонаха), Мольер («Кабала святош» М. А. Булгакова) и др.
На сегодняшний день Владимир Кустарников остаётся одним из самых востребованных актёров Ульяновска.
Есть сын Клим (род. 1990) и дочь София (род. 2007). Дочь Таисия.( род. 2023)

## Роли в театре

### Ульяновский драматический театр имени И. А. Гончарова
- 1987 — «Дорогая Елена Сергеевна» Л. Н. Разумовской — Витя
- 1988 — «Ричард II» У. Шекспира (реж. Ю. Копылов) — Ричард II
- 1988 — «Игры с привидением» С. Мрожека (реж. В. Климовский) — Малыш
- 1989 — «Эквус» П. Шеффера — Алан Стрэнг
- 1990 — «Трехгрошовая опера» Б. Брехта — Филч
- 1992 — «Шлюк и Яу» Г. Гауптмана (реж. Ю. Копылов) — Шлюк
- 1992 — Трилогия «Монархи» по А. К. Толстому (реж. Ю. Копылов) — Царь Фёдор Иоаннович
- 1992 — «Волки и овцы» А. Н. Островского — Мурзавецкий
- 1994 — «Двенадцатая ночь» У. Шекспира (реж. Ю. Копылов) — Эндрю Эгьючик, позже — Мальволио
- «Ромео и Джульетта» У. Шекспира (реж. Ю. Копылов) — Ромео
- 1997 — «Гамлет» У. Шекспира (реж. Ю. Копылов) — Гамлет
- 1999 — «Слуга двух господ» К. Гольдони (реж. Ю. Копылов) — Труффальдино
- 2000 — «Лев зимой» Дж. Голдмена (реж. Ю. Копылов) — принц Джон
- 2002 — «На всякого мудреца довольно простоты» А. Н. Островского (реж. А. Кац) — Глумов
- 2003 — «Дьявол и Господь Бог» Ж. П. Сартра (реж. Ю. Копылов) — Карл
- 2003 — «За двумя зайцами» М. П. Старицкого (реж. Е. Редюк) — Свирид Петрович Голохвостый
- 2004 — «Сон в летнюю ночь» У. Шекспира (реж. Ю. Копылов) — Дуда
- 2004 — «Очень простая история» М. Ладо (реж. О. Белинский) — Пёс Крепыш
- 2004 — «Цилиндр» Эдуардо де Филиппо (реж. Е. Редюк) — Родольфо
- 2006 — «Павел I» Д. С. Мережковского (реж. Ю. Копылов) — Александр I
- 2006 — «Правда — хорошо, а счастье лучше» А. Н. Островского (реж. А. Кац) — Мухояров
- 2008 — «Король Лир» У. Шекспира (реж. Ю. Копылов) — Шут
- 2009 — «Шутки в глухомани» И. Н. Муренко (реж. Е. Редюк) — Санька
- «Примадонны» Кена Людвига — Джек
- «Беда от нежного сердца» Ф. К. Сологуба — Александр
- «Изобретательная влюбленная» Лопе де Вега — Эрнандо
- 2010 — «Завещание» А. И. Крыма (реж. Ю. Копылов) — Лепорелло
- 2012 — «Месяц в деревне» И. С. Тургенева (реж. С. Морозов) — Игнатий Ильич Шпигельский
- 2013 — «Да здравствует Бушон» Ж. Делля и Ж. Сиблейраса (реж. А. Гирба) — Жак, мэр Бушона
- 2013 — «Коварство и любовь» Ф. Шиллера (реж. С. Морозов) — Миллер, учитель музыки
- 2014 — «Калека с острова Инишмаан» М. Макдонаха (реж. А. Гирба) — Джонни Патинмайк
- 2015 — «Таланты и поклонники» А. Н. Островского (реж. А. Морозов) — Нароков
- 2015 — «Кабала святош» М. А. Булгакова (реж. О. Липовецкий) — Мольер
- 2016 — «Лисистрата, или ода женщине» Аристофана (реж. М. Копылов) — Кинесий
- 2016 — «Безымянная звезда» М. Себастиана (реж. А. Морозов) — Учитель
- 2016 — «Капитанская дочка» по А. С. Пушкину (реж. О. Липовецкий) — капитан Иван Кузьмич Миронов, Андрей Петрович Гринёв
- 2018 — «Если начать сначала» Э.-Э. Шмитта (реж. С. Морозов) — Александр
- 2019 — «Много шума из ничего» У. Шекспира (реж. Д. Безносов) — Кизил
- 2019 — «Война ещё не началась» М. Е. Дурненкова (реж. А. Плотников) — Третий
- 2020 — «Ленин и дети» по книге «Дети дошкольники о Ленине» и воспоминаниям артистов-участников спектакля (реж. А. Плотников) — Володя

## Награды
- 1995 — диплом фестиваля «Голоса России» в Вологде за исполнение роли царя Фёдора в спектакле «Монархи»[5]
- 1996 — звание «Театральная звезда России» на Всероссийском фестивале в Белгороде за исполнение роли Шлюка в спектакле «Шлюк и Яу»
- 2003 — звание «Заслуженный артист Российской Федерации»
- 2006 — награждён Почётной грамотой Губернатора Ульяновской области «За большой вклад в развитие культуры, образования и воспитания подрастающего поколения»
- 2013 — награждён Благодарственным письмом председателя Совета Федерального собрания РФ
- 2014 — премия «Признание» фестиваля театров Ульяновской области «Лицедей 2014»
- 2015 — премия «Лучший актёр» Фестиваля театров Ульяновской области «Лицедей 2015»
- 2017 — лауреат премии «За лучшую мужскую роль»[6] на IV Международном театральном фестивале «У Троицы» в Сергиевом посаде за исполнение роли царя Фёдора Иоанновича
- 2020 — награждён медалью ордена «За заслуги перед отечеством» II степени[7]